# Tadija Smičiklas
Tadija Smičiklas, född 1 oktober 1843 i Reštovo Žumberačko, Kroatien, Kejsardömet Österrike, död 8 juni 1914 i Zagreb, Kroatien, Österrike-Ungern, var en kroatisk historiker.
Smičiklas var professor vid Zagrebs universitet och president i Sydslaviska akademien i Zagreb. Han författade Poviest Hrvatske (Kroatiens historia; två delar 1879, 1882), Dvijestogodišnjica oslobodjenja Slavonije (Slavoniens historia, 1891), Spomenici o Slavoniji u XVII vijeku (1891) och utgav i "Monumenta spect. hist. slav. merid." Baltazar Adam Krčelićs "Annuæ 1748–67".
I Sydslaviska akademiens handlingar ("Rad") publicerade Smičiklas minnesteckningar över bland andra Franjo Rački, Josip Juraj Strossmayer, Ivan Mažuranić (1892) och Ivan Kukuljević Sakcinski samt kulturstudien Obrana i razvitak hrvatske narodne ideje od 1790 do 1838 god.